# Дудаев, Султан Кагерманович
Султан Кагерманович Дудаев (ингуш. Дуданаькъан Кагермана Солт; 1896, Базоркино, Терская область — 31 января 1920, Воздвиженское укрепление) — революционер (большевик), участник Первой мировой, поручик. Во время Гражданской войны служил в штабе 11-й армии, с начала 1920 года — начальник штаба Терской группы повстанческих войск. Погиб в ходе обороны Воздвиженского укрепления от войск деникинцев 31 января 1920 года.

## Биография
Султан Дудаев родился в ингушской семье тайпа леймой в селении Базоркино в 1897 году. В 1915 году окончил Владикавказскую классическую мужскую гимназию; поступил в школу прапорщиков. В звании поручика участвовал в Первой мировой войне. В 1917 году стал большевиком. Окончил курсы красных командиров в Астрахани. Служил в штабе 11-й армии с С. М. Кировым.
В начале Октябрьской революции писал своему отцу К. Дудаеву:
«Папа! Я теперь не офицер, а коммунист-революционер.
Поэтому нам с тобой в одной семье делать нечего. Ты должен меня понять, если не хочешь совсем уйти из жизни. Старое себя изжило, а вместе с тем и люди твоего положения исчерпали себя. Новое рождается теперь революцией и я советую тебе снять погоны и идти нашей дорогой.
В феврале 1919 году в Грозный вошли войска Кавказской добровольческой армии генерала П. Врангеля. Штаб 11-й армии прислал Дудаева в Шатой, где находился центр повстанческого движения в Чечено-Ингушетии. 1 января 1920 года Дудаев писал в реввоенсовет 11-й армии:
Настроение горских народных масс в пользу Советской власти… Все горцы — дагестанцы, чеченцы, ингуши, кабардинцы знают, что их спаситель — Советская власть, и с нетерпением ждут прихода Красной армии… Одно стремление, одна цель горцев — Советская власть.
21 января 1920 году Дудаев был назначен начальником штаба Терской группы повстанческих войск. Большая часть бойцов дислоцировалась в Воздвиженском укреплении, защищая вход в Аргунское ущелье. Штаб во главе с Дудаевым располагался здесь же. В конце января 1920 года деникинцы решили окружить и уничтожить силы повстанцев. В ночь на 31 января на штурм укрепления были брошены пять полков, два отдельных батальона, 4 батареи, две пулемётные команды — всего 4 тысячи человек и десятки орудий и пулемётов. Им противостояли 600 бойцов с 14 пулемётами.
В полдень 31 января Дудаев получил ранение в ногу, а единственная у повстанцев пушка вышла из строя. Перебинтовав ногу, Дудаев вместе с Н. Ф. Гикало перемещался от одной группы войск к другой, поднимая их дух. Когда вышел из строя пулемётчик, Дудаев сам лег за пулемёт. Защитникам удалось отстоять укрепление, нападавшие потеряли 117 бойцов, но в ходе этого боя Дудаев погиб.

## Память
Художник Х.-Б. Б. Ахриев посвятил сражению под Воздвиженским укреплением картину под названием «Воздвиженский бой». На картине представлен эпизод боя, когда смертельно раненный Дудаев продолжает командовать войсками. По мнению искусствоведа Х. Акиева, «Ахриеву резкими, стремительными мазками удалось схватить сущность натуры, смысл его жизни — мужество и стойкость, цельность, самоотверженность и преданность делу революции».
Именем Султана Дудаева в годы советской власти был назван бульвар в 1-м микрорайоне Грозного.

### Комментарии
1. ↑  Дудаевы из Базоркино — ветвь тайпа Леймой[2].